# Wasserturm (Norden)

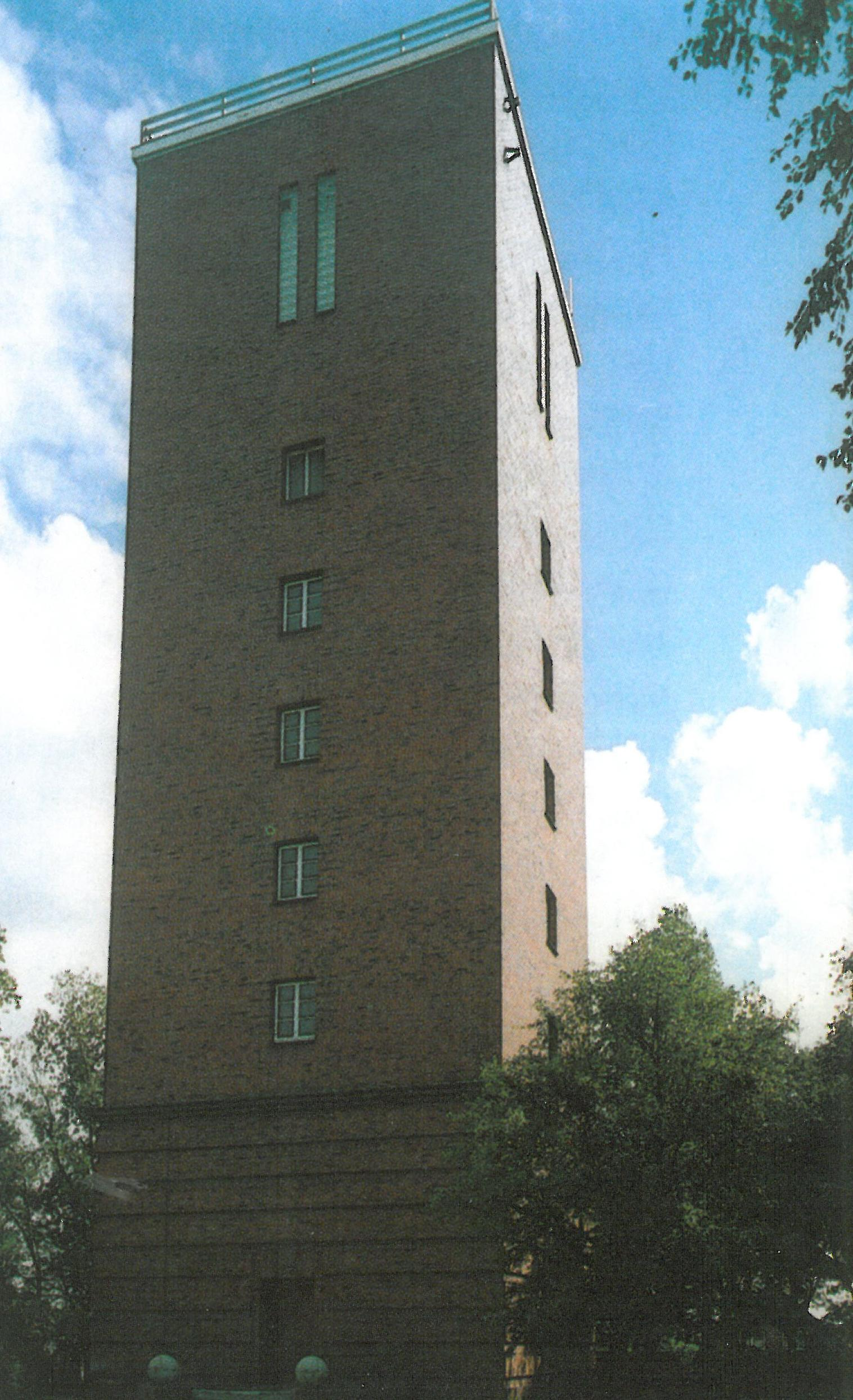
Der Wasserturm in Norden

Der Wasserturm ist ein denkmalgeschütztes Gebäude in der ostfriesischen Stadt Norden (Landkreis Aurich, Niedersachsen). Es hat die Adresse Alleestraße 18. Das Bauwerk wird noch heute für die Wasserversorgung der Stadt genutzt und ist daher nicht öffentlich zugänglich.

## Beschreibung
Das Grundstück, auf dem der Wasserturm steht, ist 1066 Quadratmeter groß und etwa 7,5 Kilometer vom Wasserwerk in Hage entfernt. Der Wasserturm ist ein klar gegliederter Ziegelbau mit einem Flachdach von 1939. Das funktionale Bauwerk ist lediglich im Sockelbereich sowie am Eingang mit Schmuckelementen versehen. Über der Eingangstür, die über eine beidseitig mit einer großen Kugel verzierten Treppe zu erreichen ist, befindet sich ein Relief, auf dem das Norder Stadtwappen, zwei Wasserspeier in Form eines Menschen sowie eines Fischs sowie die Jahreszahl 1939 dargestellt sind. Der Turm ist 32 Meter hoch und bedeckt eine Grundfläche von 9 m × 9 m. Der 225 Kubikmeter fassende Wasserbehälter ist etwa 5,4 Meter hoch, hat einen Durchmesser von 7,4 Metern und besteht aus Stahl. An seinem höchsten Punkt liegt er 31 Meter über dem Gelände sowie 35,44 Meter über Normalnull. Eine Treppe im Zentrum des Turms führt über vier jeweils 6,4 Meter hohe Etagen bis auf den Tropfboden. In den Außenwänden befinden sich außer im Sockelbereich fünf übereinander liegende Fenster. Im Bereich des Wasserbehälters gibt es auf jeder Seite zwei schmale Öffnungen, in denen lichtdurchlässige Glasbausteine vermauert wurden.

## Geschichte
Die Stadt Norden versorgte sich bis in die 1930er Jahre über ein weit verzweigtes Brunnennetz. Aus dem Jahre 1898 ist bekannt, dass es neben den fünf öffentlichen rund 540 private Brunnen gab. Ab 1905 nahmen die Stadtwerke Pläne für eine zentrale Wasserversorgung auf. Diese scheiterten jedoch an der Finanzierung und am Widerstand vieler Bürger. In den 1930er Jahren griffen die Stadtwerke die Idee erneut auf und fanden in Hage eine geeignete Stelle für ein Wasserwerk. Dieses nahm am 2. August 1939 seinen Betrieb auf. Geplant war, den Turm der Doornkaat-Brennerei mit einem Hochbehälter auszurüsten, um für einen gleichmäßigen Druck im angeschlossenen Wassernetz zu sorgen. Probleme mit der Baustatik machten diesen Plan zunichte. Die Stadtwerke kauften daraufhin das Grundstück an der Alleestraße 18, wo sie noch im Jahr 1939 den Wasserturm bauten und in Betrieb nahmen. Auf dessen Spitze befand sich zunächst ein Fahnenmast. Während des Zweiten Weltkriegs war eine Flugabwehrkanone (Flak) auf dem Gebäude stationiert. Möglicherweise war die Stellung verbunkert. Inzwischen befinden sich Mobilfunkantennen auf dem Gebäude.
Wie an vielen anderen Orten auch sollte der Norder Wasserturm von den Aufgaben der Wasserversorgung entbunden werden. Als Grund dafür nannten die Stadtwerke die hohen Betriebskosten des Gebäudes sowie eine anstehende Sanierung des Behälters, die hohe Investitionen erforderte. Als dann nach einer Sturmflut das Stromnetz der Stadt zusammenbrach, funktionierte die Wasserversorgung jedoch weiter reibungslos, da diese weitgehend ohne elektrische Pumpen auskam. Der Wasserturm ist deshalb bis heute in Betrieb.